# IWGP 월드 태그팀 챔피언십
IWGP 헤비웨이트 태그팀 챔피언십(IWGP Heavyweight Tag Team championship)은 신일본 프로레슬링의 챔피언십중 하나다. 신일본 프로레슬링에서는 태그팀 챔피언십을 나타낸다.